# Śniardwy
A Śniardwy, vagy Śniardwy-tó (lengyelül: Jezioro Śniardwy németül:Spirdingsee) Lengyelország legnagyobb  tava a Mazuri-tóhátságban (ismertebb nevén: Mazuri-tavak), a Varmia-mazúriai vajdaságban, a mrągowói és piszi járás területén, Varsótól mintegy 200 kilométerre. A tó 113,4 km², vagyis körülbelül egyhatoda a mi Balatonunknak. A vízfelület legnagyobb szélessége 1,3 km, legnagyobb hosszúsága 22,1 km, legnagyobb mélysége 23 m, és nyolc sziget található benne. Légvonalban alig 40 kilométerre terül el az ország második legnagyobb tava, a Mamry. A tó melletti települések legnagyobbika Mikołajki kisvárosa, amit alig 4000-es lakosságszáma ellenére a lengyel Balatonfürednek is neveznek, "saját" tava, a Mikołajskie összeköttetésben áll a Śniardwyval.

## Földrajza
A Śniardwy egy morénató, amit a pleisztocén korszak végén a felszínt formálva visszahúzódó jégtakaró alakított ki. Ebből adódóan a tó igen sekély, feneke pedig sziklás. Kevés strand található a tó mellett, elsősorban inkább a sporthorgászat és hajózás jellemzi a turizmust. Legnagyobb kikötője a Popielski Róg-félszigetnél van, melyen egy tábor is található.
A Śniardwy a Mazuri-tóhátság jellegzetességének megfelelően természetes csatornák jóvoltából összeköttetésben áll a hátság számos tavával. Közvetlenül érintkezik a Warnołty- és a Seksty-tóval, melyeket gyakran Śniardwy-tó-öblének neveznek. Śniardwy nyugatról a Mikołajskie-tóval, délkeletre a Seksty-tavon és a Jegliński-csatornán (Kanał Jegliński) keresztül a Roś-tóval, keletről a Wyszka folyóval a Białoławki tóval, északkeletre a Tyrkło-tóval érintkezik. A tó a Mikołajskie-tó vizét, az Orzysza-folyót a Tyrkło-tóból, a Łuknajno és a Tuchlin-tavakból táplálja. A vizek kiáramlását a Roś-tóra a Jegliński-csatorna zárja.
A tóban nyolc sziget található, melyek közül a legnagyobbak:  Szeroki Ostrów, Czarci Ostrów, Wyspa Pajęcza és Kaczor.

## Élővilága
A tóban több halfaj él, található benne keszeg, harcsa, süllő, sügér és angolna is. A partmenti vizeket nagykiterjedésű nádas fedi.

## Közlekedése
A Mazuri-tóhátságon belül Śniardwyhoz a közeli Giżycko központtal menetrend szerinti hajójáratok közlekednek, a kikötő Mikołajkiban van.
Bár van vasútállomási épület Mikołajkiban is, vonatok legközelebb Mrągowo és Orzysz településeken állnak meg. Orzysz állomás a tó partjához van közelebb, Mrągowo azonban a tón északnyugati szegletében elhelyezkedő Mikołajkihoz. Jelenleg autóbusszal közelíthető meg.
A legközelebbi gyorsforgalmi út, a 110 kilométerre fekvő Białystokhoz vezető S8-as út. Magát a tavat több közút veszi körül, így a 16-os út, 63-as út, 58-as út és a 609-es út.